# غاري كريستين
غاري كريستين (23 نوفمبر 1967 في جنوب أفريقيا - ) (بالإنجليزية: Gary Kirsten)‏ هو لاعب كريكت جنوب أفريقي. شارك مع منتخب جنوب أفريقيا الوطني للكريكت.

## وصلات خارجية
- غاري كريستين على موقع إي آس بي آن كريك إنفو (الإنجليزية)